# 珪線石

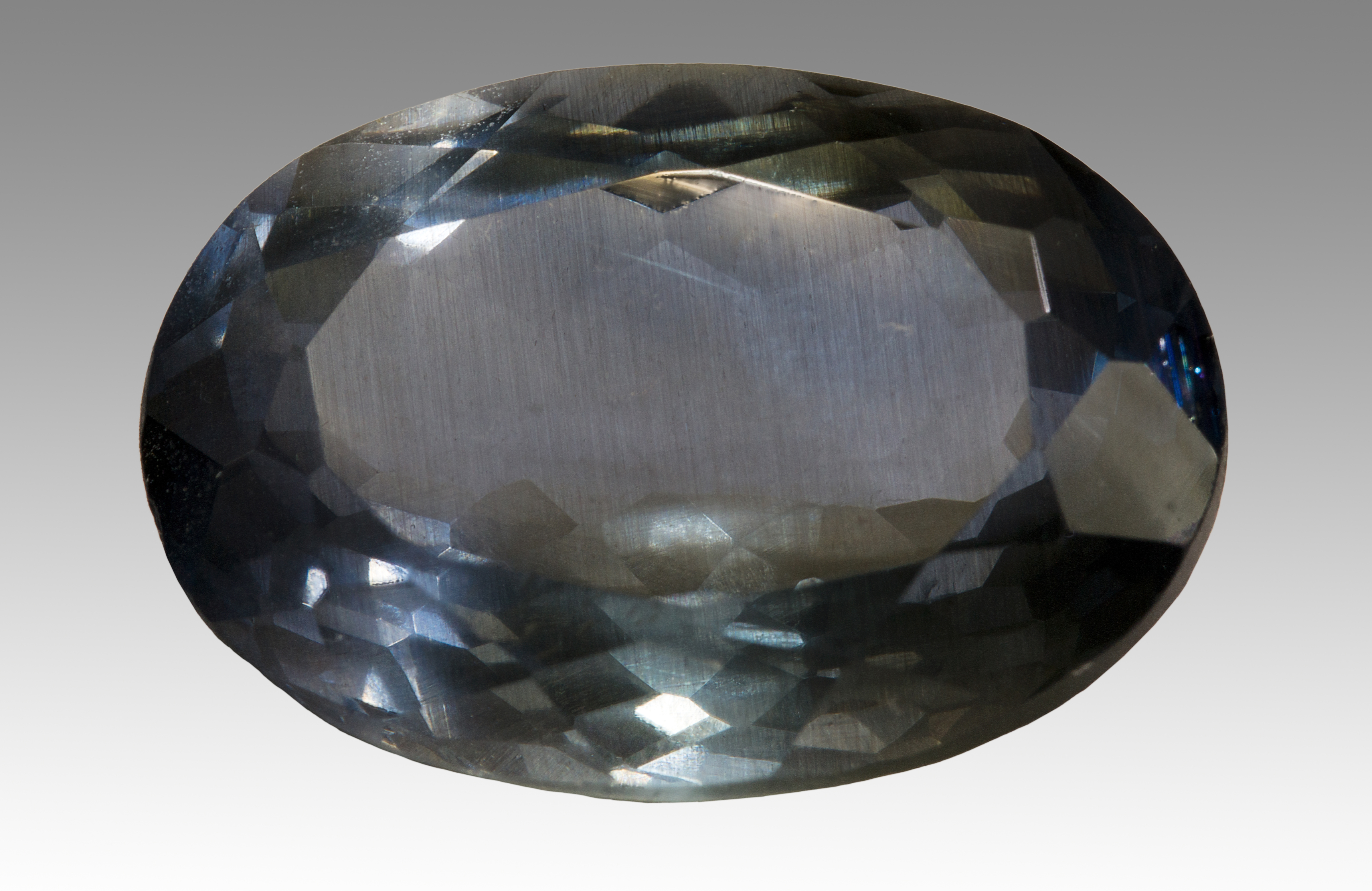
珪線石のカット

珪線石（けいせんせき、sillimanite、シリマナイト）は、鉱物の一種。組成はアルミニウムのケイ酸塩 （Al2SiO5）。比重 3.2。モース硬度 7。斜方晶系。
同一化学組成では、他に多形として藍晶石と紅柱石がある（同質異像の関係）。珪線石は高温・低圧で安定。
泥質岩起源の変成岩などに産する。
繊維状のシリマナイトは、形状が繊維(ファイバー)に似ているので、フィブロライトと呼ばれることもある。
英語名であるシリマナイトは、アメリカ合衆国の鉱物学者であるベンジャミン・シリマンの名に因んでいる。